# Nanto, Toyama
Nanto (南砺市 Nanto-shi) là một thành phố thuộc tỉnh Toyama, Nhật Bản.